# Шевцов, Леонид Трофимович
Леони́д Трофи́мович Шевцо́в (эст. Leonid Ševtsov, англ. Leonid Sevtsov, 6 января 1938, Баку, Азербайджанская ССР, СССР) — советский и эстонский актёр театра и кино. Народный артист Эстонской ССР (1978). Почётный член Союза актёров Эстонии.

## Биография
Родился 6 января 1938 года в Баку в семье рабочих. Отец, Трофим Архипович Шевцов, прибыл в Баку в годы Гражданской войны с Красной армией, был парторгом на нефтяных промыслах. Он умер, когда Леониду было пять лет. После этого Леонид с матерью переехали в Донецк. 
В 1956 году окончил в Донецке среднюю школу. Уже в школьные годы увлёкся театром: занимался в театральном кружке Дворца пионеров, сам делал постановки в своей школе, читал книгу К. С. Станиславского «Моя жизнь в искусстве». 
В 1960 году окончил Ленинградский театральный институт имени А. Н. Островского, учился у В. В. Петрова, посещал уроки Г. А. Товстоногова.
В 1962–1964 годах работал в Ленинградском государственном театре имени Ленинского комсомола, в 1960–1962, 1964–1987 годах и с 2011 года — актёр  Государственного русского драматического театра Эстонской ССР в Таллине (с 2004 года — Русский театр, с сезона 2025/2026 — театр «Сюдалинна»).
В 1987 году создал в Таллине театр-студию «У виадука» (в труппу вошли и несколько актёров Русского драмтеатра Эстонии — Александр Окунев, Юрий Жилин, Алексей Захаров) и был его художественным руководителем до конца 1990-х годов, когда театр завершил свою деятельность в связи со сложной ситуацией на постсоветском пространстве.
Был кандидатом в депутаты от Русского списка «Ревель» на выборах 1993 года и, получив 1988 голосов, стал депутатом Таллинского горсобрания, Надеялся, что русские Эстонии сплотятся и выступят в защиту своих прав, однако быстро разочаровался в этой деятельности.
В январе 2023 года, после своего 85-летнего юбилея, завершил актёрскую карьеру. Последней его ролью стал Василий Семёныч Кузовкин в cпектакле по пьесе И. С. Тургенева «Нахлебник», который Русский театр Эстонии представил на мызе Сагади летом 2022 года. Шевцова очень печалило то, что он не успел сыграть короля Лира.

## Избранные роли в театре
- 1960 — «Щедрый вечер» Б. Блажека — Томаш
- 1961 — «Дворянское гнездо» — Владимир Николаевич Паншин
- 1964 — «Привидения» — Освальд Алвинг
- 1965 — «Стакан воды» — Мешэм
- 1966 — «На всякого мудреца довольно простоты» — Егор Дмитрич Глумов
- 1968 — М. Горький «Варвары» — Черкун
- 1970 — «С лёгким паром!» Э. А. Рязанова и Э. В. Брагинского — Женя Лукашин
- 1970 — «Дни Турбиных» — Виктор Викторович Мышлаевский
- 1970 — «С вечера до утра» В. С. Розова — Ким
- 1973 — «Моя жена-лгунья»  М. Мэйо и М. Эннекне — Уильям Гаррисон, молодой инженер
- 1974 — «Свои люди — сочтёмся» — Сысой Псоич Рисположенский
- 1974 — «Прошлым летом в Чулимске» — Шаманов
- 1977 — «Индрек и Карин» А. Х. Таммсааре — 'Индрек Паас
- 1977 — «Бег» М. А. Булгакова — Роман Валерианович Хлудов
- 1977 — «Милый лжец» — Бернард Шоу
- 1979 — «Бесприданница» — Юлий Капитоныч Карандышев
- 1982 — «Мольер (Кабала святош)» М. А. Булгакова  —  Жан-Батист Поклен Мольер
- 1986 — «Маскарад» М. Ю. Лермонтова — Евгений Александрович Арбенин
- 1988 — «Мастер и Маргарита» М. А. Булгакова  — Воланд
- 1990 — «Ромул Великий» Фридриха Дюрренматта — Ромул Великий
- 1997 — «Сцены из супружеской жизни» Ингмара Бергмана — Юхан
- 2011 — «Тартюф» Мольера — Оргон
- 2012 — «Одна летняя ночь в Швеции» Э. Юзефсона — Эрланд
- 2013 — «Да, господин премьер-министр» Д. Линна и Э. Джея — премьер-министр
- 2014 — «Дядя Ваня» — Александр Владимирович Серебряков
- 2015 — «Последняя жертва» — Флор Федулыч Прибытков
- 2015 — «Вишнёвый сад» — Фирс
- 2018 — «Русские сны» по  роману Антона Понизовского «Обращение в слух» — мужчина
- 2022 — «Нахлебник» — Василий Семёныч Кузовкин[1][5][4]

## Постановки
- 1975 — «Игра воображения» Э. В. Брагинского
- 1988 — «Мастер и Маргарита» М. А. Булгакова
- 1988 — «Танго» Славомира Мрожека
- 1990 — «Ромул Великий» Фридриха Дюрренматта
- 1995 — «Сиреневое платье» Франсузазы Саган
- 1997 — «Сцены из супружеской жизни» Ингмара Бергмана[1]

## Избранная фильмография
- 1963 — Крепостная актриса — гусар
- 1965 — Игра без правил — эпизод
- 1981 — Индрек и Карин (фильм-спектакль) — Индрек Паас
- 1983 — На арене Лурих — начальник полиции

## Награды и премии
- Премия Театрального общества Эстонской ССР (1971, 1976, 1977, 1982)[6]
- Заслуженный артист Эстонской ССР (1961)[1]
- Народный артист Эстонской ССР (1978)[1]
- Премия Театрального союза Эстонии (1989)[7]
- Почётный член Союза актёров Эстонии[8]

## Личная жизнь
Был трижды женат. В январе 2023 года имел 7 внуков и одного правнука.